# Раян Кондал
Раян Кондал (англ. Ryan J. Condal, народився 1979 або 1980) - американський сценарист і виконавчий продюсер, творець і шоуранер телесеріалу "Дім Дракона" 2022 року, приквелу серіалу "Гра престолів" (2011-2019). Кондал і Карлтон К'юз були творцями і шоуранерами телесеріалу "Колонія" (2016-2018). Він також був сценаристом фільмів "Геркулес" (2014) і "Ремпейдж" (2018).

## Раннє життя та освіта
Кондал народився в 1979(або в 1980) році  в Хасбрук-Гайтс, штат Нью-Джерсі, у Сполучених Штатах, і виріс у Хасбрук-Гайтс. У 2001 році він закінчив Університет Вілланова зі ступенем бакалавра бухгалтерського обліку.

## Кар'єра
Шість років працював у фармацевтичній рекламі, а на початку 2008 року продав сценарій під назвою "Галахад" кінокомпанії "The Film Company". Сценарій увійшов до Топ-15 "Чорного списку" за 2008 рік. Згодом був найнятий студією Universal Pictures для написання адаптації серії коміксів Radical Comics 2008 року "Геркулес: Фракійські війни. Студія 20th Century Fox також найняла Кондала для написання нового проекту сценарію адаптації серії коміксів Oni Press "Королева і країна". До 2010 року Кондал допоміг переписати сценарій адаптації епічної англійської поеми XVII століття «Втрачений рай» для Legendary Pictures.
До 2012 року він працював над екранізацією «Мистецтва війни» Сунь Цзи, також для Legendary , але наприкінці 2013 року сценариста Алекса Литвака було найнято, щоб написати новий підхід. Також у 2012 році Кондал був найнятий компанією CBS Films для написання англомовного римейку іспаномовного фільму 2009 року "Celda 211". Його також найняли для створення сценарію фільму під назвою Boy Nobody для Sony Pictures. Кондал почав співпрацювати з Карлтоном К'юзом, щоб створити для NBC пілотну серію коміксів «Шоста гармата». Кондал написав пілот, а він і Кьюз були виконавчими продюсерами пілота. Пілот отримав зелене світло у 2013 році, його зйомки проходили в американському штаті Нью-Мексико, але телеканал NBC не взяв серіал.
Першим офіційним сценарієм Кондала, який він написав разом з Еваном Спіліотопулосом, став фільм "Геркулес" 2014 року. Кондал написав початковий сценарій для Paramount Pictures, а Спіліотопулос переробив сценарій. Тим часом, незважаючи на те, що пілот "Шостої гармати" не став серіалом, Кондал і Карлтон Кьюз прагнули знову попрацювати разом і спільно створили проект, який став серіалом "Колонія" (2016-2018 рр.). В 2014 році USA Network дала зелене світло пілотному телевізійному проекту. Пілотний проект "Колонії" був прийнятий і зрештою став телесеріалом спільного виробництва Legendary Television та Universal Cable Productions. Прем'єра серіалу відбулася на телеканалі USA Network у січні 2016 року. Телесеріал "Колонія" тривав три сезони, з 2016 по 2018 рік, і була скасована в липні 2018 року перед фіналом третього сезону.
В 2016 році, перед прем’єрою телесеріалу "Колонія ", Кондал і К’юз були найняті, щоб переписати сценарій для фільму "Ремпейдж", створеного New Line Cinema. Вони переписали чернетку, написану Раяном Енглом, а Адам Штікель написав остаточні редакції. Пізніше в 2016 році Кондал почав писати сценарій для ремейку науково-фантастичного фільму «Втеча Логана» 1976 року Warner Bros., який постійно перебуває в розробці, заснованого на книзі, опублікованій у 1967 році. На початку 2018 року Кондал створив і написав сценарій "Конана" - потенційного телесеріалу, що адаптує персонажа Конана-варвара за сценарієм Роберта Е. Говарда, і серіал придбала Amazon Studios. Кондал також надіслав Lionsgate сценарій, який перезавантажить серію фільмів "<i id="mwew">Горець"</i> — зусилля студії, які були розроблені десять років тому. Невдовзі після виходу Ремпейдж другому кварталі 2018 року Lionsgate найняли Кондала для написання сценарію адаптації серії Image Comics Analog.
Разом із автором «Пісні льоду та полум’я» Джорджем Р. Р. Мартіном Кондал створив телесеріал HBO «Дім Дракона », який є приквелом до телесеріалу «Гра престолів» (2011–2019). Наприкінці 2019 року HBO замовив зйомки приквела. Кондал працював шоураннером з Мігелем Сапочником, а також був виконавчим продюсером із Сапочником, Мартіном і Вінсом Герардісом. Прем’єра «Будинку Дракона» відбулася в серпні 2022 року, а наприкінці місяця Сапочник залишив пост шоураннера, залишивши Кондала єдиним шоураннером «Дім Дракона».

## Фільмографія
| рік(и)         | Назва           | Середній    | Кредити                                                                     | Ref.   |
| -------------- | --------------- | ----------- | --------------------------------------------------------------------------- | ------ |
| 2014 рік       | Геракл          | плівка      | Автор сценарію з Еваном Спіліотопулосом                                     | [ 21 ] |
| 2016–2018 роки | Колонія         | телебачення | Співавтор разом з Карлтоном Кьюзом ; виконавчий продюсер                    | [ 22 ] |
| 2018 рік       | Ремпейдж        | плівка      | Автор сценарію за участю Раяна Енгла, Карлтона К'юза, Адама Штикеля         | [ 21 ] |
| 2022 рік       | Будинок Дракона | телебачення | Співавтор разом з Джорджем Р. Р. Мартіном ; письменник; виконавчий продюсер | [ 22 ] |

## Зовнішні посилання
- Раян Кондал на сайті IMDb (англ.)